# アドルフ・ポルトマン
アドルフ・ポルトマン（Adolf Portmann、1897年5月27日 - 1982年6月28日）は、スイスの生物学者。

## 経歴
バーゼル生まれ。バーゼルの動物学者フリードリヒ・チョッケ（Friedrich Zschokke）の教えを受け、1921年に博士論文「バーゼル近郊の蜻蛉類－中央ヨーロッパにおけるトンボの生物学的分類への貢献 」を提出。 ジュネーブ、ミュンヘン、パリ、ベルリンに住んだ後、バニュルス・シュル・メール 、 ロスコフ 、 ヴィルフランシュ・シュル・メール 、そしてヘルゴラント島の海洋研究所で働き、主に海生巻き貝である後鰓類Opisthobranchiaを研究した。  1931年にバーゼル大学で動物学の教授に就任、その後、鳥の行動に興味を持つようになり、研究分野を広げて、脊椎動物の比較形態学の専門家となった。 
ポルトマンは、これらの分野で、しばしば学際的な方法で活動した。  同じく人類学者であったテイヤール・ド・シャルダン(Pierre Teilhard de Chardin)と接触し、社会学と哲学を含む様々なトピックを扱った。1941年に、個体発生的および系統発生的見地からの自然界における人間の独特な位置づけに関する最初の論文を発表した。後年、この主題について、特に進化論の観点から人間の一生の最初の数年間に影響を与える要因について、継続的に発表した。「生理学的にその発達において特化しておらず、傾向として、非常に特化している他のすべての生物と区別される」存在という特殊な立場に注目した。  まだ使用例を見いだすことができる「生理学的未熟」の概念（関連する「ネオテニー」のそれを含む）は、彼に由る。 1965年ジークムント・フロイト賞受賞。

## 研究テーマ
ポルトマンは生後すぐに離巣する鳥類（ニワトリ、カモ）と生後しばらく巣に留まり、成熟してから巣立つ鳥類（ツバメ、ハト）の比較をほ乳類に拡大し、離巣性と留巣性に分けた。離巣性の動物（ウマやゾウ、アザラシなど）は妊娠期間が長く、出産数は少ない。一方、留巣性の動物（ネズミやモグラなど）は妊娠期間が短く、出産数は多い。人間は離巣性の特徴を備えながらも、すぐに歩くことはできない（二次的就巣性）。ポルトマンは、本来人間は出産後から1年間は胎内で成熟するはずだったのではないかとの仮説を唱え、これを生理的早産と呼んだ。人間のこの特性は、多くの発達過程が出生後に社会文化的環境において行われなければならないことを意味する。社会的相互作用や環境の影響に依存するので、人間は常にこれらに対して開かれていなければならない。ポルトマンによれば、この特別な「開かれている」という能力は文化的、精神的な学習の前提条件である。
ポルトマンの研究と発表においてさらに重要なもう一つの点は、動物の外形の問題、特に「動物の形」、「動物界の迷彩」さらには「生物学の新しい方法」についての彼の研究である。彼は一生を通して、体表の模様はその適応的価値と完全には一致しない、という非常に物議を醸す主張を展開する。「極端な進化論」に対する彼の経験的、理論的に根拠のある批判は、「表現の価値」の概念を含め、それにしたがう事ができない人々にとっては依然として有用である。 
ポルトマンは（分子生物学の「物理主義」とは対照的に）動物の知覚と行動に興味を持ち、1953年に動物学の著書「社会的存在としての動物」（ Das Tier als soziales Wesen ）を発表している。この文脈で、（ ユクスキュル(Jakob von Uexküll)によって考案された）「内なる世界」に由来する「動物の内面性」の概念の採用は、物議をかもした。批判者は彼が神秘的な側面を導入しようとしたと非難したが、そういうことではなかった。動物が知覚し、経験し、行動する能力を持つと認めることだけが問題だった。 
この分野でのポルトマンの考えは、ハンナアレントに影響を与えた。とりわけ彼女には、動物の体の表面をより深いものに戻すべきだという主張が非常に実り多いものであった。 
Max Scheler 、 Helmuth Plessner、そしてArnold Gehlenと共同で、ポルトマンは哲学的人類学の形成に貢献した。 
さらに、ポルトマンは教育や教育関連活動でも大きな役割を果たした。1920年代以降、何百もの新聞記事を書き、講義を行いラジオ番組に参加した。
Wilhelm Bölsche以来、彼ほど一般大衆にこうした自然史を教えた人は誰もいなかった。また、「若手スイス科学者」を組織することにより、若手研究者の育成を推進した。純粋に理論的または知的なアプローチとは対照的に、敏感で自然で美的な教育に好意的で、多くの記事と放送された講演でこの考え方を示した。

## 出版物の部分的なリスト
- Einführung in die vergleichende Morphologie der Wirbeltiere （1948）（脊椎動物の比較形態学序説）
- Die Tiergestalt （1948）（「動物の形」Paris、Payot社、1961年。Jacques Dewitteによる序文と新訳、La Bibliothèque版、2013年）
- Das Tier als soziales Wesen （1953年）、（社会的存在としての動物）
- Zoologie und das neue Bild des Menschen（1956年、第３版、1969年）（動物学と人間の新しいイメージ、日本語訳「人間はどこまで動物か」）
- Biologie und Geist （1956年）（生物学と精神、Thure von Uexküllによる序文付で再発行、１９９９年）。
- Neue Wege der Biologie （1961年）（新しい生物学的方法）。
- Aufbruch der Lebensforschung （1965年）（生物学の夜明け）。
- An den Grenzen des Wissens （1974年、自伝）（知識の前線で）。